# Shimazu Yoshihiro

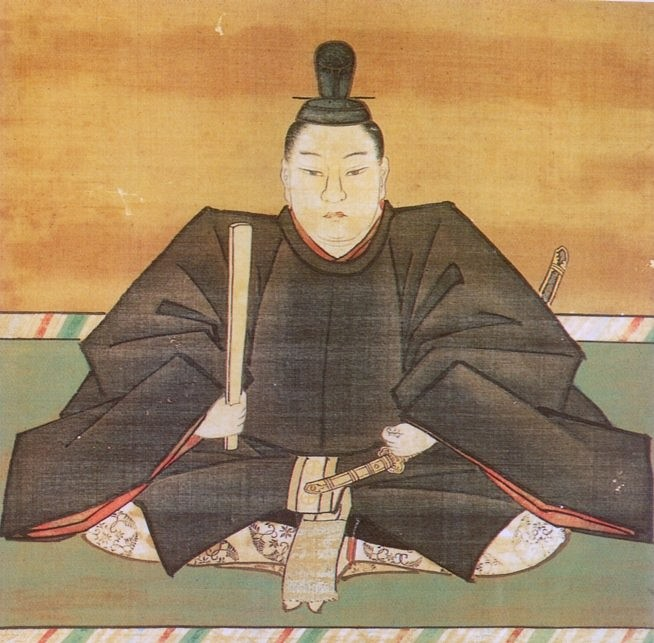
Shimazu Yoshihiro

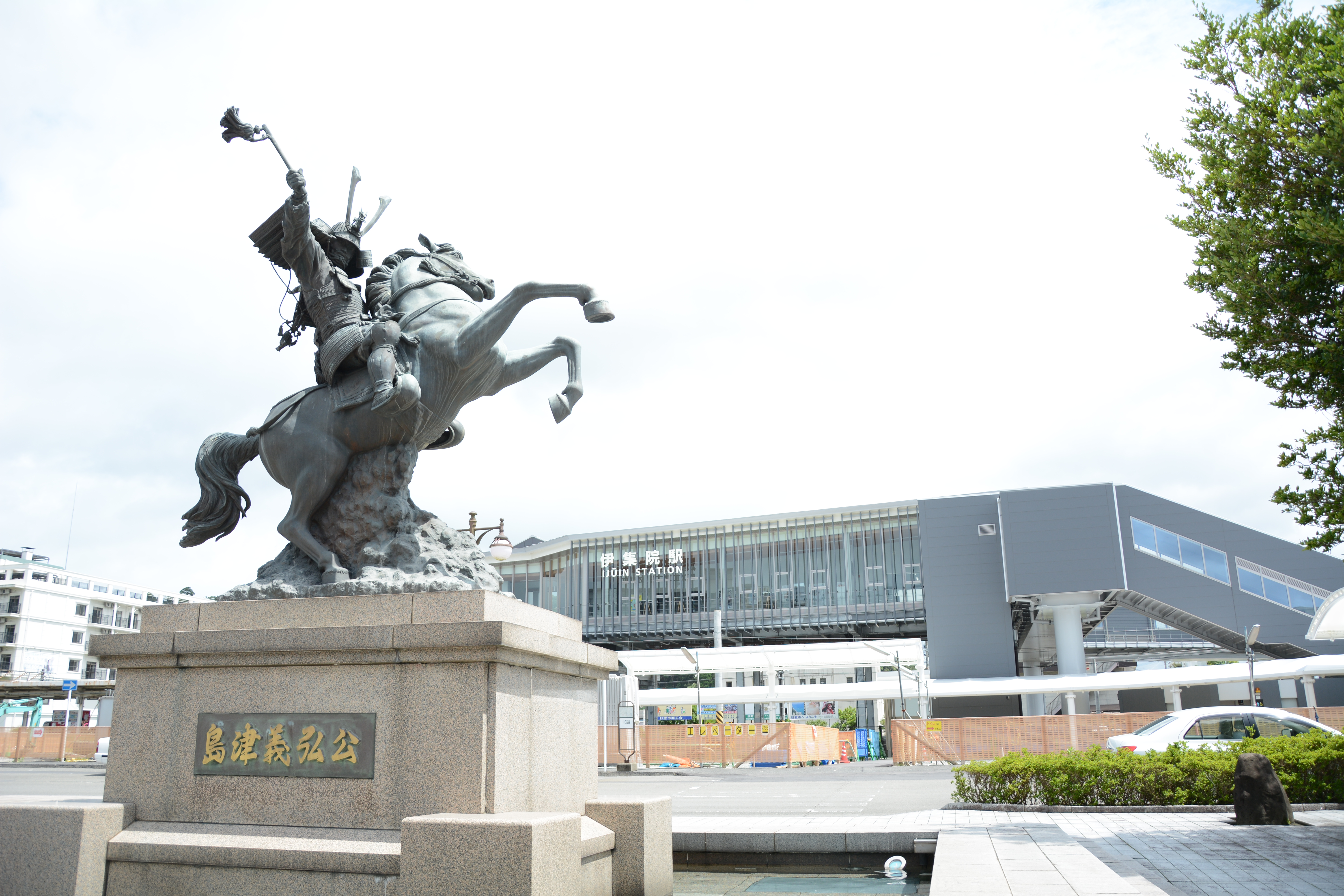
Statue von Yoshihiro
am Bahnhof Ijūin (Hioki)

Shimazu Yoshihiro (japanisch 島津 義弘; geboren 21. August 1535 in Kagoshima (Provinz Satsuma); gestorben 30. August 1619 ebenda) war ein japanischer Feldherr von der Sengoku-Zeit bis zur frühen Edo-Zeit.

## Leben und Wirken
Shimazu Yoshihiro war Sohn von Shimazu Takahisa (島津 貴久) und jüngerer Bruder von Yoshihisa (島津 義久). Im Jahr 1554 nahm er zum ersten Mal an einer Schlacht teil und zwar gegen den Kamō-Klan (蒲生氏). Dabei wurde er mit der Bewachung der Burg Iwatsurugi (岩剣城) in der Provinz Ōsumi beauftragt, danach mit der Burg Obi  in der Provinz Hyūga und der Burg Iino (飯野城) in der Frontlinie.
Es folgten die Belagerung der Burg Sannoyama (三山城), die Belagerung der Burg Magoshi (馬越城), die Schlacht von Kinzakibaru (木崎原合戦) im Jahr 1572, in der er Itō Yoshisuke (伊東 義祐;1512–1585) in Unterzahl besiegte, und andere Auseinandersetzungen. Im Rahmen der Machtausdehnung über Kyūshū vernichtete Shimazu bei der Eroberung der Burg Taka (高城) die Ōtomo-Armee (大友軍), was als Schlacht von Mimikawa (耳川の戦い) in die Geschichte eingegangen ist. Er gewann auch die folgenden Schlachten, um die Burgen Minamata (水俣城), Oka und Horikiri (堀切城).
Shimazu wurde von Toyotomi Hideyoshi besiegt in der Kyūshū-Kampagne (九州平定), ergab sich und musste die Provinz Ōsumi abgeben. Während des Bunroku-Keichō-Kriegs erzielte er militärische Erfolge in der Schlacht von Sacheon. In der Schlacht von Sekigahara schloss er sich der Westarmee an und wurde besiegt, ist aber dafür bekannt, die feindlichen Linien durchbrochen zu haben. Der Sieger der Schlacht, Tokugawa Ieyasu, ordnete die Shimazu unter die Tozama-Daimyō ein, die von Ämtern in der Shogunatsregierung ausgeschlossen waren.
Es heißt, dass Shimizu 1587 nach seinem älteren Bruder Yoshihisa die Position als Familienoberhaupt abnahm, historischen Dokumenten zufolge gelang es ihm das jedoch nicht. Er ist berühmt für den Bau der Rokujizō-Pagode (六地蔵塔) für die Kriegstoten beider Seiten in Satsuma, für die Einladung von Töpfern aus Korea und für die Beschäftigung mit der Lehre der Teezeremonie des Sen no Rikyū. Er war ein erfolgreicher General mit 52 militärischen Siegen in seinem Leben. Sein Grab befindet sich auf dem Friedhof des Tempels Fukushō-ji (福昌寺) in der Stadt Kagoshima.